# 三圣院乡
三圣院乡，是中华人民共和国河北省石家庄市灵寿县下辖的一个乡镇级行政单位。

## 行政区划
三圣院乡下辖以下地区：
同下村、义合庄村、三圣院村、南纪城村、北纪城村、东纪城村、白马岗村、西木佛村、东木佛村、新兴村和一机厂社区。